# Christoffer Bro
Christoffer Bro (født 30. oktober 1935) er en dansk skuespiller og fhv. teaterdirektør.
Han er søn af lærer Viggo Johannes Christoffersen Bro (død 1937) og hustru, søndagsskolelærer Anna født Christensen (død 1964) og blev uddannet skuespiller ved Aarhus Teater i 1958 og var siden knyttet til teatret til 1962.
Herefter rejste han til København, hvor han igennem en lang årrække opnåede fremtrædende roller på bl.a. Boldhus Teatret, Riddersalen og Allé Scenen. Fra 1972 til 1984 var han tillige direktør på Gladsaxe Teater, hvor han – også som instruktør – var hovedkraften bag en hel del forestillinger.
Fra 1963 til 1978 var han gift med skuespillerinden Helle Hertz, med hvem han har tre børn, Anders Peter Bro, Nicolas Bro og Laura Bro, som alle er uddannede skuespillere. Han er bror til skuespillerinden Vigga Bro, og har medvirket i julekalenderene Nissebanden i Grønland (1989), og Nissernes Ø (2003) hvor han spillede Fiffig-jørgensen, og Alletiders Nisse (1995) hvor han spillede nissen Kobold

## Udvalgt filmografi og TV serier
- Far til fire på landet - 1955
- Sorte Shara – 1961
- Peters landlov – 1963
- Vi voksne - 1963
- Paradis retur - 1964
- Tine - 1964
- Sommerkrig - 1965
- Mor bag rattet – 1965
- Hold da helt ferie - 1965
- Ih, du forbarmende - 1966
- Tre små piger – 1966
- Black-out - 1970
- Mazurka på sengekanten – 1970
- Tandlæge på sengekanten – 1971
- Rektor på sengekanten – 1972
- Motorvej på sengekanten – 1972
- Aladdin eller den forunderlige lampe - 1975
- Affæren i Mølleby – 1976
- Opgang - 1979
- Danmark er lukket - 1980
- Niels Klims underjordiske Rejse - 1984
- Anthonsen - 1984
- Mor er major - 1985
- Klitgården - 1985
- Kaj Munk - 1986
- Sådan er det bare - 1987
- Station 13 - 1988
- Skattekortet - 1988
- Parløb - 1990
- Gøngehøvdingen - 1992
- Hjælp - Min datter vil giftes - 1993
- Sort høst – 1993
- Madsen og Co. - 1996
- Det store flip – 1997
- Kaos i opgangen - 1997
- TAXA - 1997-1999

## Eksterne links
- Christoffer Bro på Internet Movie Database (engelsk)
- Christoffer Bro på Filmdatabasen
- Christoffer Bro på danskefilm.dk
- Christoffer Bro på danskfilmogtv.dk
- Christoffer Bro på Scope
- Christoffer Bro på Svensk Filmdatabas (svensk)
- Christoffer Bro på The Movie Database (engelsk)
- Christoffer Bro på danskefilmstemmer.dk

|  | Artiklen om skuespilleren Christoffer Bro kan blive bedre, hvis der indsættes et (bedre) billede. Du kan hjælpe ved at uploade et godt billede til Wikimedia Commons iht. de tilladte licenser og indsætte det i artiklen. Eller du kan søge efter eksisterende filer på Wikimedia Commons eller på Flickr - fx med værktøjet Free Image Search Tool. |